# Nagy elektron–pozitron

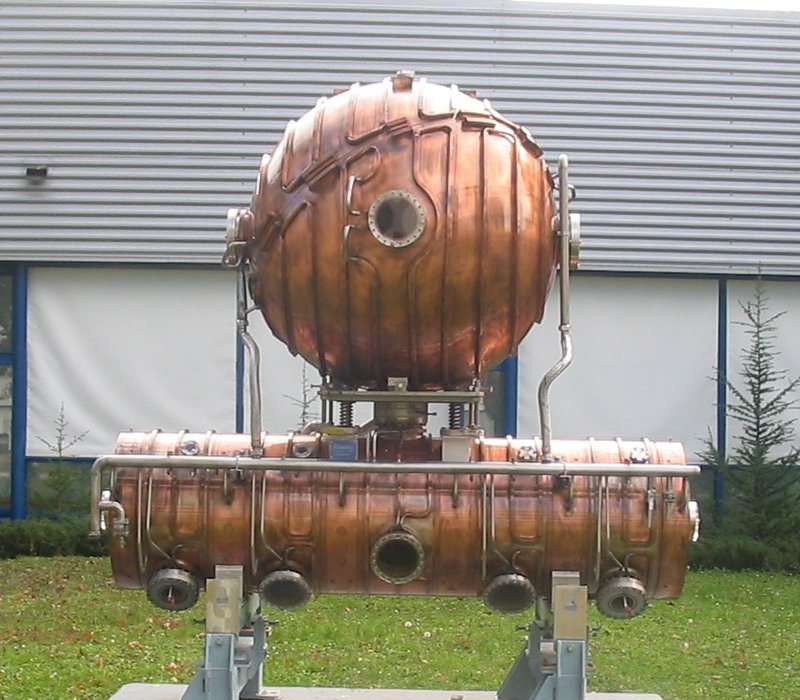
A LEP egyik rádiófrekvenciás üregrezonátora a CERN-beli Microcosmos kiállításon. Ezek állítják elő a gyorsításhoz szükséges elektromos feszültségkülönbséget.

A Nagy elektron–pozitron ütköztetőgyűrű (LEP: Large Electron Positron) a CERN 1989-től 2000-ig működő 27 km kerületű, elektronokat és pozitronokat ütköztetö, ebből a fajtából a világ eddigi legnagyobb energiájú részecskegyorsítója volt.

## Felépítése

### Földmunkák és épületek
1976-ban kezdték tanulmányozni egy nagy elektron–pozitron tárológyűrű megvalósítási lehetőségét, az első eredmények 1978-ra születtek meg. Az első tanulmány egy 22 km kerületű, nyalábonként 70 GeV-es energiájű gyorsítóról szólt, majd elhatározták egy 30 km-es, 90 GeV-es terv kidolgozását is. A rádiófrekvenciás üregrezonátorok elérhetővé válásával lehetővé vált a két terv nyalábenergiájának növelése 100 illetve 130 GeV-re.
Az építkezés 1983 februárjában kezdődött 3 fúrópajzssal, az alagút 3 év alatt lett kész, amelynek hosszát a végleges tervekben 26,67 km-ben határozták meg. Az innen kiásott föld azonban felét sem tette ki az összes kitermelendő mennyiségnek. Ásni kellett ugyanis 4 barlangot a kísérletek számára, 18 elérési aknát, 3 km másodlagos alagutat és 60 egyéb szobát és fülkét. Az alagút síkja nem vízszintes, hanem 1,4%-os lejtésű a Jura felől a Genfi-tó felé, hogy valamennyi barlang szilárd kőzetbe kerüljön, ugyanakkor ne legyen 150 m-nél mélyebben. A földalatti építkezés mellett a felszínen is kellett 71 épületet emelni 51 ezer m² összterülettel.

### Az elektromágneses nyalábvezérlés
Működésének első fázisához 5178 mágnest építettek be. Az alagút 8 ívszakaszának mindegyikébe 31 úgynevezett szabványcellát építettek be. Minden cella hossza 79,11 m és sorrendben a következőket tartalmazza: egy defókuszáló kvadrupól, egy függőleges pályakiigazító, egy hat pályahajlító dipólból álló csoport, egy fókuszáló szextupól, egy főkuszáló kvadrupól, egy vízszintes pályakiigazító, egy második hat pályahajlító dipólból álló csoport és végül egy defókuszáló szextupól. A tárológyűrű nagy sugara miatt a nyalábok körpályán tartásához elegendő volt 0,1 T nagyságú mágneses tér, s ennek megfelelően kicsi volt a szinkrotronsugárzás okozta energiaveszteség. A kis mágneses tér azt is lehetővé tette, hogy a dipólmágnesek esetén tömör vasmag helyett 1,5 mm vastag acéllemezekből és közöttük habarcsból álló szendvicset alkalmazzanak, ami 40%-kal csökkentette a költségüket.
A kísérleti pontokon a nyalábokat kvadrupól mágnesekkel még jobban össze kellett nyomni (fókuszálni), hogy az ütközések elegendően nagy luminozitással történjenek. Az ütközési pontokban a nyaláb magassága 10 μm, szélessége 250 μm volt.
Az alagút mágneseinek energiaellátásról 750 tápegység gondoskodott, amelyek maximális összteljesítménye 7 MW volt. A hagyományos mágnesek hűtésére desztillált vizet használtak, amelyet 10, egyenként 10 MW teljesítményű hűtőtorony hűtött. A szupravezető mágnesek hűtését 4,2 K hőmérsékletű folyékony hélium biztosította.

### A gyorsítófelszerelés
A LEP működésének első fázisához 128 gyorsító rádiófrekvenciás üregrezonátort építettek be, amelyek energiaellátásáról 16 darab 1 MW-os klisztron gondoskodott. Az RF rezonátor egy gyorsítóüregből és egy tárolóüregből áll, amelyek között oszcillál az elektromágneses tér. A frekvencia úgy volt beállítva, hogy az elektromágneses tér a gyorsítóüregben akkor volt maximális, amikor egy-egy részecskeboly áthaladt, egyébként viszont a kis veszteségű tárolóüregben tartózkodott. A frekvencia 352.21 MHz volt, ami 31320-szorosa volt egy részecske keringési frekvenciájának, ami így 31320 stabil részecskeboly kialakítását tette lehetővé a teljes körön. A részecskéket keringésenként 400 MV összfeszültség gyorsította.
Az első részecskenyaláb 1989. július 14-én körözött az alagútban. Az első fázisban – a Z-bozon tömegének pontos megmérése után – a tömegközépponti energia a Z-bozon tömegére (91 GeV) volt beállítva, hogy a lehető legtöbb Z-bozon keletkezzen.

### LEP 2
1995-ben a LEP működésének második fázisához hozzáadtak a meglévőkhöz még 288 szupravezető gyorsító üregrezonátort. Ez lehetővé tette a 209 GeV tömegközépponti energia elérését és W+W- párok keltését.

### Utóélete
A LEP alagútjában 2008 szeptember 10. óta a Nagy hadronütköztető, az LHC működik.

## A LEP előgyorsító-rendszere
A LEP előgyorsító rendszere négy lépcsőből áll, amelyek az elektronágyú és a pozitronkonverter által keltett elektronokat és pozitronokat gyorsítják. Az első fokozatot egy-egy 200 és 600 MeV-es lineáris gyorsító alkotja. A második fokozat a 600 MeV-es Elektron-pozitron akkumulátor (EPA), a harmadik a 3,5 GeV-es elektron-pozitron szinkrotronként használt Protonszinkrotron (PS), végül a 20 GeV-re gyorsító Szuper protonszinkrotron (SPS). A 20 GeV-es elektronokat és pozitronokat azután a LEP gyorsítja tovább a szükséges energiára. 

## Detektorai
Magyarország az OPAL és az L3 kísérletben vett részt.

## Eredményei
- Ezzel a gyorsítóval mérték meg nagy pontossággal a gyenge kölcsönhatás közvetítő részecskéinek (W- és Z-bozonok) tulajdonságait.
- A Z-bozon tömegszélességének mérésével itt állapították meg, hogy az elemi részecskéknek csak a már ismert három családja van, és nincs több.